# Sinum delesserti
Sinum delesserti is een slakkensoort uit de familie van de Naticidae. De wetenschappelijke naam van de soort is voor het eerst geldig gepubliceerd in 1843 door Récluz in Chenu.